# Adolphe Nourrit
Adolphe Nourrit (Montpellier, 3 marzo 1802 – Napoli, 8 marzo 1839) è stato un tenore francese.

## Biografia
Figlio di Louis Nourrit, primo tenore dell'Opéra, contro la volontà del padre studiò segretamente canto con Manuel García padre a Parigi. Alla fine tuttavia il padre approvò la scelta del figlio e questi debuttò nel 1821 all'Opéra come Pylade nella Ifigenia in Tauride di Gluck, con il padre nella particina di "uno scita". Rapidamente Adolphe Nourrit divenne l'acclamato primo tenore dell'Opéra, che, anche grazie alla sua grande personalità di cantante, divenne un centro della cultura operistica internazionale.
Per quindici anni Nourrit fu uno dei protagonisti della vita musicale e culturale della metropoli francese. Rossini ammirava in modo speciale la sua arte e scrisse per lui la parte di Néocles nell'opera Le siège de Corinthe, nella cui prima rappresentazione sia il compositore che il cantante ottennero un enorme successo.
Seguirono le creazioni dei ruoli di Aménophis nel Moïse et Pharaon (il 26 marzo 1827), di Le Comte Ory nell'omonima opera (20 agosto 1828) e quello di Arnold nel Guillaume Tell (3 agosto 1829). Per l'allora non meno famoso Meyerbeer creò i ruoli di Roberto nel Roberto il diavolo (21 gennaio 1831) e Raoul ne Gli ugonotti (29 febbraio 1836), forse il suo più grande ruolo in assoluto, ma anche il suo ultimo indiscusso successo. Tra le altre prime assolute cantate da Nourrit ricordiamo La muta di Portici di Auber, L'ebrea di Halévy e lo Stradella di Niedermeyer. Questo dà un'idea di come la figura di Nourrit sia indissolubilmente legata a questo eccezionale periodo della storia dell'opera.
L'esistenza di Nourrit ebbe una fine tragica. Nel 1837 Gilbert Duprez divenne il nuovo primo tenore dell'Opéra e gli venne affidato il repertorio di Nourrit. Quando il pubblico si entusiasmò per il nuovo cantante (grazie anche alla meraviglia destata dalla famosa innovazione del "do di petto"), questo diede origine a un'accesa rivalità. Nourrit alla fine desistette, e, sentendosi messo da parte, abbandonò deluso Parigi. A Napoli, così come in altri centri della vita musicale, venne accolto caldamente e lì riprese anche lo studio del canto con Donizetti, che nel frattempo componeva per lui una nuova opera, il Poliuto . Tuttavia, quando la prima della nuova opera fu vietata dalla censura borbonica, la grave depressione e la mania di persecuzione che ormai lo affliggevano, ebbero il sopravvento e Nourrit si diede la morte gettandosi da una finestra del suo albergo.

## L'artista
La raffinata eleganza del fraseggio, la nobiltà di dizione e la voce dai centri vellutati ma in grado di sostenere tessiture acutissime (partendo da un'estensione di due ottave e mezza, dal sol1 al re4), grazie all’utilizzo, dopo il sol 3 e secondo la prassi settecentesca, del falsettone, collocano chiaramente Nourrit nell'ambito della tradizione francese delle hautes-contre. Gli insegnamenti di García padre gli avevano però fatto acquisire anche una tecnica italianeggiante che gli consentì, prima, di familiarizzare immediatamente con Rossini al suo arrivo in Francia, e poi di porsi sulla scia del canto tenorile elegiaco, contemporaneamente percorsa in Italia soprattutto da Giovanni Battista Rubini. Del tenore bergamasco Nourrit non possedeva però né il timbro squisito della voce, né le mirabolanti capacità acrobatiche nella coloratura, e, mentre Rubini seppe adeguarsi ai tempi e ai nuovi stilemi del canto romantico che andavano allora affermandosi, elevando fino al si bemolle acuto la sua capacità di emissione "di petto", Nourrit, forse per il peccato originale della scuola stilistica delle hautes-contre dalla quale proveniva, non fu mai in grado di superare il tradizionale sol dei tenori settecenteschi. E così, quando, reduce da una lunga esperienza italiana, un altro ex emulo di Rubini, Gilbert-Louis Duprez si ripresentò sulle scene parigine superando completamente l'emissione in falsettone fino al do4 e presentando un nuovo stile vocale realistico basato, oltre che sulla potenza dell'emissione, sull'accento deciso, sul fraseggio vibrante e sulla recitazione appassionata, che egli aveva appreso da altri suoi modelli italiani, come Domenico Donzelli, per Nourrit, elegante e delicato interprete del passato, non poté più esservi partita.
Grazie comunque alla sua indiscussa personalità, egli sicuramente influenzò la vita musicale francese nel periodo di passaggio verso l'affermazione del romanticismo.
Tra il 1828 e il 1837 fu "Professeur de déclamation" al Conservatorio di Parigi. Il testo dell'aria di Eleazar de La Juive "Rachel quand du Seigneur" sembra sia di Nourrit.
Convinse anche Meyerbeer a interrompere improvvisamente il duetto d'amore nel quarto atto de Gli ugonotti (Meyerbeer lo nominava "il secondo padre dell'opera").
Berlioz si mostrava "come elettrizzato" dalla sua presenza in palcoscenico.
Eseguì i lieder di Schubert e di Berlioz a Parigi e fu accompagnato tra gli altri da Franz Liszt.
Scrisse infine i libretti per numerosi balletti, danzati da Maria Taglioni e Fanny Elssler (tra gli altri La Sylphide), e compose la marcia La Parisienne su testo di Casimir Delavigne, che cantò spesso all'epoca della rivoluzione del 1830 (come anche la Marsigliese) trascinando il pubblico.
Vincenzo Bellini gli dedicò una delle sue ultime composizioni: la romanza da camera Rêve d'enfance.

## Ruoli creati
- Lindor ne La belle au bois dormant di Carafa (2 marzo 1825, Parigi)
- Néocles ne La Siège de Corinthe di Rossini (9 ottobre 1826, Parigi)
- Aménophis in Moïse et Pharaon di Rossini (26 marzo 1827, Parigi)
- Masaniello ne La muette de Portici di Auber (29 febbraio 1828, Parigi)
- Il ruolo del titolo ne Le Comte Ory di Rossini (20 agosto 1828, Parigi)
- Arnold Melchtal in Guillaume Tell di Rossini (3 agosto 1829, Parigi)
- Il ruolo del titolo in Robert le diable di Meyerbeer (21 novembre 1831, Parigi)
- Il ruolo del titolo in Gustave III di Auber (27 febbraio 1833, Parigi)
- Nadir in Ali Baba di Cherubini (22 luglio 1833, Parigi)
- Eléazar ne La Juive di Halévy (23 febbraio 1835, Parigi)
- Raoul de Nangis ne Gli ugonotti (Les Huguenots) di Meyerbeer (29 febbraio 1836, Parigi)
- Alessandro Stradella in Stradella di Niedermeyer (3 marzo 1837, Parigi)
- Ubaldo in Elena da Feltre di Mercadante (1º gennaio 1839, Napoli)

## Repertorio
| Ruolo             | Titolo                            | Autore      |
| ----------------- | --------------------------------- | ----------- |
| Masaniello        | La muette de portici              | Auber       |
| Il Dio            | Le dieu et la bayadère            | Auber       |
| Guillaume         | Le philtre                        | Auber       |
| Édmond            | Le serment ou Les faux-monnayeurs | Auber       |
| Gustave III       | Gustave III ou Le bal masqué      | Auber       |
| Pollione          | Norma                             | Bellini     |
| Phoebus           | Esmeralda                         | Bertin      |
| George Brown      | La dame blanche                   | Boieldieu   |
| Lindor            | La belle au bois dormant          | Carafa      |
| Douglas           | Macbeth                           | Chélard     |
| Nadir             | Ali-Baba ou Les quarante voleurs  | Cherubini   |
| Poliuto           | Poliuto (solo la prova generale)  | Donizetti   |
| Leonardo da Vinci | François 1er à Chambord           | Ginestet    |
| Pylade            | Iphigénie en Tauride              | Gluck       |
| Orphée            | Orphée et Eurydice                | Gluck       |
| Renaud            | Armide                            | Gluck       |
| Eléazar           | La Juive                          | Halévy      |
| Robert            | Robert le diable                  | Meyerbeer   |
| Raoul De Nangis   | Les Huguenots                     | Meyerbeer   |
| Viscardo          | Il giuramento                     | Mercadante  |
| Ubaldo            | Elena da Feltre                   | Mercadante  |
| Don Juan          | Don Juan                          | Mozart      |
| Stradella         | Stradella                         | Niedermeyer |
| Phaon             | Sapho                             | Reicha      |
| Néoclès           | Le siège de Corinthe              | Rossini     |
| Aménophis         | Moïse et Pharaon                  | Rossini     |
| comte Ory         | Le comte Ory                      | Rossini     |
| Otello            | Otello                            | Rossini     |
| Arnold            | Guillaume Tell                    | Rossini     |
| Cassandre         | Olimpie                           | Spontini    |
| Adolar            | Euryanthe                         | Weber       |